# Milan Bátor
Milan Bátor (* 24. června 1981, Opava) je český kytarista, hudební pedagog a publicista.

## Dílo
Jeho recenze, reflexe a rozhovory vyšly v časopisech Hudební rozhledy, Týdeník rozhlas, Harmonie, Hudobný život, Protimluv, Magazín Patriot a na internetových doménách Ostravan.cz, Full Moon, Klasika plus, Opera plus, Folktime, Hudební knihovna apod. Jako autor odborných textů spolupracoval s Janáčkovou filharmonií Ostrava a festivaly Janáčkův máj (dnes MHF Leoše Janáčka) a Svatováclavský hudební festival. Připravuje pořady Českého rozhlasu Vltava (Album dne) a Českého rozhlasu Ostrava (Hudební přístav).
Jako kytarista a hráč na etnické hudební nástroje působil v kapelách Nisos, Rebetiko, Pearl Jam Revival, Nekuř toho tygra, Bohemian Club, UFO Hunters Acoustic. Jako sólový kytarista zaujal YouTube seriálem Milan Bátor plays Vlasta Redl, v kterém účinkovali různí hosté, jako např. Lucie Redlová a Jura Bosák. Své úpravy písní Vlasty Redla Bátor představil také na festivalu Setkání kytaristů v letech 2020 a 2021 v Ostravě a Zlíně. V prosinci 2021 Milan Bátor na YouTube zahájil nový seriál, v kterém pro sólovou kytaru upravuje písně Davida Stypky. Je autorem desítek úprav populárních písní a pro sólovou kytaru, které jsou příznačné respektem k originálu a sofistikovaným využitím kytarových technik. 
V září 2020 vyšlo debutové kytarové album s názvem Milan Bátor Mario Gangi: Works for solo guitar. Nahrávka byla pořízena v Českém rozhlase Ostrava a přináší dosud nejúplnější soubor sólových instrumentálních skladeb nejslavnějšího kytaristy Itálie 20. století maestra Maria Gangiho. Koncertní kytarista Vladislav Bláha hodnotil album pro Ostravan.cz: „…od první do poslední chvíle je možno postřehnout lehkost a přirozené rytmické i jazzové cítění interpreta“. Kytarový virtuóz Štěpán Rak v časopise Hudební rozhledy uvedl: „Milan Bátor se zhostil nelehkého úkolu s elegancí a uměleckým vkusem.“ Kytarista Lukáš Sommer o albu napsal pro časopis Harmonie: „A skutečně, vřelost a zaujetí, s jakým Bátor Gangiho skladby podává, má až nakažlivý účinek“. Hudební publicista Otakar Svoboda si všimnul nahrávky v Albu dne Českého rozhlasu Vltava: „Mario Gangi své skladby psal více méně jako studijní materiál, velká část jich je věnována různým stylům povětšinou moderní hudby, tempům, nebo v celé řadě příkladů konkrétním osobám, nejspíš žačkám. Milan Bátor adresáty skladeb téměř jistě nezná, ale hraje, jakoby všechny viděl před sebou. S naléhavostí a vroucností nejspíš sobě vlastní.“ Album Milan Bátora s hudbou Maria Gangiho bylo vlídně přijato i hudebním publicistou Janem Hockem, který napsal pro server JazzPort.cz: „Navýsost objevné, netuctové kytarové album!“. V roce 2023 vyšlo druhé sólové album I Beatles, které obsahuje 18 instrumentálních úprava slavné anglické kapely The Beatles. Autorem úprav byl italský kytarista Mario Gangi. Nahrávka Milana Bátora byla natočena opět ve Studiu S1 Českého rozhlasu Ostrava a vzbudila opět pozitivní odezvu hudební kritiky i veřejnosti. Album bylo představeno na podzim téhož roku třemi koncerty v Českém rozhlase Ostrava, brněnské vile Löw-Beer a opavském kulturním prostoru Kupé. Kmotry alba I Beatles se stali přední čeští kytaristé Štěpán Rak, Vladislav Bláha a Ondřej Gillig. Nahrávka je dostupná na streamovacích platformách a také v distribuci hudebního vydavatelství Supraphon. 
Milan Bátor je také členem odborných porot Cen Thálie, Moravskoslezských Cen Jantar, Cen Anděl a dalších uměleckých institucí (Múzy Ilji Hurníka, Hudební současnost, Opavská Thálie). 

## Biografie
Na kytaru začal hrát až ve 14 letech, pod vedením pana učitele Jaromíra Škuty v ZUŠ Hradec nad Moravicí. Ovlivnili ho kytaristé Pavel Raška, Vlasta Redl, Michal Pavlíček, Radim Hladík, Phil Keaggy, Jeff Beck, Pat Metheny, Joe Satriani, Ritchie Blackmore, Steve Vai, Dave Gilmour, Jimmy Page a Jimi Hendrix. Hru na klasickou kytaru Bátor vystudoval na Janáčkově konzervatoři v Ostravě ve třídě Mg.A. Ondřeje Gilliga. Magisterský studijní obor Český jazyk a literatura a Hudební výchova pro Střední školy absolvoval na Filozofické fakultě Ostravské univerzity. Během studií s podporou tehdejší děkanky Filozofické fakulty doc. Evy Mrhačové založil s bratrem, básníkem Davidem Bátorem, kulturní čtvrtletník Nové břehy. Na Ostravské univerzitě Milan Bátor dále absolvoval doktorské studium Hudební teorie a pedagogiky a získal titul Ph.D. V letech 2011–2017 vyučoval na Církevní konzervatoři v Opavě hlavní obor Hra na kytaru (jeho absolventem je např. kytarista Jiří Šoltis). Milan Bátor se věnuje výuce hry na klasickou, akustickou, elektrickou a basovou kytaru v ZUŠ Hradec nad Moravicí. Vyučoval také Estetický seminář (Hudební výchovu) na Mendelově gymnáziu v Opavě.